# Lápas
Lápas är en ort i Grekland.   Den ligger i prefekturen Nomós Achaḯas och regionen Västra Grekland, i den centrala delen av landet, 200 km väster om huvudstaden Aten. Lápas ligger 10 meter över havet och antalet invånare är 1 377.
Terrängen runt Lápas är platt åt nordväst, men åt sydost är den kuperad. Runt Lápas är det ganska glesbefolkat, med 34 invånare per kvadratkilometer. Närmaste större samhälle är Káto Achaḯa, 12,9 km öster om Lápas. Trakten runt Lápas består till största delen av jordbruksmark.